# 拉本山
66°27′S 54°7′E / 66.450°S 54.117°E
拉本山是南極洲的山峰，位於恩德比地，屬於內皮爾山脈的一部分，處於格里菲斯山東北面3.7公里，海拔高度1,540米，該山峰由挪威製圖師根據該國探險隊的空中照片被繪入地圖。